# Rumsasksläktet
Rumsasksläktet (Radermachera) är ett släkte i familjen katalpaväxter med 16 arter i tropiska Asien. Arten rumsask (R. sinica) odlas som krukväxt i Sverige.